# Coppa del Bangladesh
La Coppa del Bangladesh, ufficialmente Coppa della Federazione e nota in passato come Coppa della Federazione del Bangladesh, è una competizione calcistica organizzata dalla Federazione calcistica del Bangladesh con cadenza annuale dal 1980.

## Formato
Il torneo vede la partecipazione dei dieci club della massima divisione del campionato bengalese di calcio e degli altri sei club delle serie minori (tra cui eventualmente club indiani, invitati occasionalmente) che abbiano superato la fase preliminare (a cui accedono undici squadre divise in tre gruppi). Nel turno finale le squadre sono divise in quattro gruppi, ciascuno dei quali qualifica due squadre alla fase a eliminazione diretta (quarti di finale, semifinali e finale). La maggior parte degli incontri si tiene allo stadio nazionale Bangabandhu.
La squadra vincitrice si qualifica alla Coppa dell'AFC.

## Albo d'oro
Lista dei vincitori e dei finalisti perdenti. 
La competizione non si è tenuta negli anni 1990, 1992, 1993, 1996, 1998, 2004, 2006, 2007 e 2014.
| Anno      | Vincitore                                       | Finalista                                   | Risultato                 | Nota  |
| --------- | ----------------------------------------------- | ------------------------------------------- | ------------------------- | ----- |
| 1980      | Mohammedan Sporting Club e Brothers Union       | (finalisti decretati vincitori ex aequo)    | 0-0                       |       |
| 1981      | Mohammedan Sporting Club                        | Abahani Krira Chakra                        | 2-0                       |       |
| 1982      | Abahani Krira Chakra & Mohammedan Sporting Club | (finalisti decretati vincitori ex aequo)    | 0-0                       |       |
| 1983      | Mohammedan Sporting Club                        | Abahani Krira Chakra                        | 2-0                       |       |
| 1984      | Mohammedan Sporting Club e Abahani Krira Chakra | (finale sospesa per disordini tra i tifosi) | 0-0 (prima dei disordini) |       |
| 1985      | Abahani Krira Chakra                            | Brothers Union                              | 1-0                       |       |
| 1986      | Abahani Krira Chakra                            | Brothers Union                              | 2-1                       |       |
| 1987      | Mohammedan Sporting Club                        | Dacca Wanderers Club                        | 1-0                       |       |
| 1988      | Abahani Limited Dhaka                           | Mohammedan Sporting Club                    | 1-0                       |       |
| 1989      | Mohammedan Sporting Club                        | Abahani Limited Dhaka                       | 2-1 (dts)                 |       |
| 1991      | Brothers Union                                  | Mohammedan Sporting Club                    | 0-0 (dts) (4-2 dtr)       |       |
| 1994      | Muktijoddha Sangsad KC                          | Abahani Limited Dhaka                       | 3-2                       |       |
| 1995      | Mohammedan Sporting Club                        | Abahani Limited Dhaka                       | 0-0 (dts) (6-5 dtr)       |       |
| 1997      | Abahani Limited Dhaka                           | Arambagh Krira Sangha                       | 2-1                       |       |
| 1999      | Abahani Limited Dhaka                           | Muktijoddha Sangsad KC                      | 0-0 (dts) (5-3 dtr)       |       |
| 2000      | Abahani Limited Dhaka                           | Mohammedan Sporting Club                    | 2-1                       |       |
| 2001      | Muktijoddha Sangsad KC                          | Arambagh Krira Sangha                       | 3-0                       |       |
| 2002      | Mohammedan Sporting Club                        | Muktijoddha Sangsad KC                      | 2-0                       |       |
| 2003      | Muktijoddha Sangsad KC                          | Mohammedan Sporting Club                    | 2-1 (dts)                 |       |
| 2005      | Brothers Union                                  | Muktijoddha Sangsad KC                      | 1-0                       |       |
| 2008      | Mohammedan Sporting Club                        | Abahani Limited Dhaka                       | 1-1 (dts) (3-2 dtr)       |       |
| 2009      | Mohammedan Sporting Club                        | Abahani Limited Dhaka                       | 0-0 (dts) (4-1 dtr)       |       |
| 2010      | Abahani Limited Dhaka                           | Sheikh Jamal Dhanmondi Club                 | 5-3 (dts)                 |       |
| 2011-12   | Sheikh Jamal Dhanmondi Club                     | Team BJMC                                   | 3-1                       |       |
| 2012      | Sheikh Russel KC                                | Sheikh Jamal Dhanmondi Club                 | 2-1 (dts)                 |       |
| 2013      | Sheikh Jamal Dhanmondi Club                     | Muktijoddha Sangsad KC                      | 1-0                       |       |
| 2015      | Sheikh Jamal Dhanmondi Club                     | Muktijoddha Sangsad KC                      | 6-4 (dts)                 |       |
| 2016      | Abahani Limited Dhaka                           | Arambagh Krira Sangha                       | 1-0                       | [ 3 ] |
| 2017      | Abahani Limited Dhaka                           | Abahani Limited (Chittagong)                | 3-1                       |       |
| 2018      | Abahani Limited Dhaka                           | Bashundhara Kings                           | 3-1                       |       |
| 2019-2020 | Bashundhara Kings                               | Rahmatganj Muslim Friends Society           | 2-1                       |       |
| 2020-2021 | Bashundhara Kings                               | Saif Sporting Club                          | 1-0                       |       |
| 2021-2022 | Abahani Limited Dhaka                           | Rahmatganj Muslim Friends Society           | 2-1                       | [ 4 ] |
| 2022-2023 | Mohammedan Sporting Club                        | Abahani Limited Dhaka                       | 4-4 (dts) (4-2 dtr)       |       |
| 2023-2024 | Bashundhara Kings                               | Mohammedan Sporting Club                    | 2-1 (dts)                 |       |
| 2024-2025 | Bashundhara Kings                               | Abahani Limited Dhaka                       | 1-1 (dts) (5-3 dtr)       |       |

## Vittorie per squadra
| Squadra                           | Vittorie | Finali perse | Anni vittorie                                                           | Anni finali perse                                    |
| --------------------------------- | -------- | ------------ | ----------------------------------------------------------------------- | ---------------------------------------------------- |
| Abahani Limited Dhaka             | 12       | 9            | 1982*, 1985, 1986, 1988, 1997, 1999, 2000, 2010, 2016, 2017, 2018, 2022 | 1981, 1983, 1989, 1994, 1995, 2008, 2009, 2023, 2025 |
| Mohammedan Sporting Club          | 11       | 5            | 1980*, 1981, 1982*, 1983, 1987, 1989, 1995, 2002, 2008, 2009, 2023      | 1988, 1991, 2000, 2003, 2024                         |
| Bashundhara Kings                 | 4        | 1            | 2020, 2021, 2024, 2025                                                  | 2018                                                 |
| Muktijoddha Sangsad KC            | 3        | 5            | 1994, 2001, 2003                                                        | 1999, 2002, 2005, 2013, 2015                         |
| Brothers Union                    | 3        | 2            | 1980*, 1991, 2005                                                       | 1985, 1986                                           |
| Sheikh Jamal Dhanmondi Club       | 3        | 2            | 2012, 2013, 2015                                                        | 2010, 2012                                           |
| Sheikh Russel KC                  | 1        | 0            | 2012                                                                    |                                                      |
| Arambagh Krira Sangha             | 0        | 3            |                                                                         | 1997, 2001, 2016                                     |
| Dacca Wanderers Club              | 0        | 1            |                                                                         | 1987                                                 |
| Team BJMC                         | 0        | 1            |                                                                         | 2012                                                 |
| Abahani Limited (Chittagong)      | 0        | 1            |                                                                         | 2017                                                 |
| Rahmatganj Muslim Friends Society | 0        | 2            |                                                                         | 2020, 2022                                           |
| Saif Sporting Club                | 0        | 1            |                                                                         | 2020-2021                                            |

## Sponsorizzazioni
Segue una lista degli sponsor del torneo.
| Periodo   | Sponsor             |
| --------- | ------------------- |
| 1980–1988 | Nessuno sponsor     |
| 1989      | Coca-Cola           |
| 1991–1994 | Nessuno sponsor     |
| 1995      | Beximco             |
| 1997      | Nessuno sponsor     |
| 1999      | Pedrolo Pump        |
| 2000      | Nessuno sponsor     |
| 2001      | Nitol Group         |
| 2002      | Muktijoddha Sangsad |
| 2003-2005 | Kohinoor Chemical   |
| 2008-2009 | Citycell            |
| 2010-2012 | Grameenphone        |
| 2013-2018 | Walton Group        |
| 2019-2020 | TVS Motor Company   |
| 2020-2021 | Walton Group        |
| 2021-     | Bashundhara Group   |